# Neuroticfish
Neuroticfish — немецкий музыкальный проект в стиле электронной танцевальной музыки. Создан Заши Марио Кляйном в 1990-х годах.

## История
Neuroticfish был создан Заши Марио Кляйном в 1990-х годах. Вдохновившись музыкой 1990-х, в частности музыкой таких исполнителей как Skinny Puppy, Nine Inch Nails, The Cure, и Depeche Mode, он начинает экспериментировать и писать свою музыку самостоятельно. Изначально, и речи не шло о том чтобы сотрудничать со звукозаписывающими компаниями. Кляйн создал сайт, на котором публиковал свои музыкальные композиции. Незамедлительная реакция последовала со стороны интернет-журнала Reflexion, который, заинтересовавшись, выпустил интервью с Кляйном а позже и сингл «Skin» на сборнике «A Reflexion of Synth-Pop Vol. 1.»

## Дискография

### Студийные альбомы
- No Instruments (1999)
- No Instruments Second Edition (2000)
- Les Chansons Neurotiques (2002)
- Gelb (2005)
- A Greater Good (History 1998-2008) (Best of) (2008)
- A Sign Of Life (2015)
- Antidoron (2018)
- The Demystification Of The Human Heart, CD (2023)

### Синглы
- "Music For A Paranormal Life" (1999))
- "Velocity N1" (2000)
- "Prostitute" (2002)

### EP
- Sushi (2001)
- WakeMeUp! (2001)
- Need / It’s Not Me (2002)
- Surimi (2003)
- Bomb (2005)
- Limited Behaviour (2013)